# تشن بودا
تشن بودا (بالصينية: 陳伯達) المبسطة الصينية :陈伯达؛ الصينية التقليدية:陈伯达؛( 1904-1989 ) كان عضوا في الحزب الشيوعي الصيني ، وسكرتيراً ل ماو تسي تونغ و عضو بارز في قيادة الثورة الثقافية

## نبذة عن حياته
ولدت تشن تشن شانغ بودا في عام 1904 لأبوين من الفلاحين خلال طفولته ، انتقلت عائلته إلى جيمي، في شيامن في العصر الحديث ، من المحتمل لتسهيل التحاق الشباب تشن في مدرسة جيمي عادي . في عام 1925 ، التحق بجامعة شنغهاي ،في عام 1927 انضم إلى الحزب الشيوعى الصينى. بعد عودته إلى فوجيان
في عام 1931 ، عاد تشن بودا إلى الصين ، وتزوج من سيتشوان تشو يورين ، التي درست معه في موسكو . بدأ تشن بتدريس التاريخ الصيني القديم في بكين أثناء كتابة المقالات تحت أسماء القلم تشن زينمي و تشن بودا . ركزت معظم هذه المواد على النزاع بين دعاة «الأدب الدفاع الوطني» مثل لو شون ، و الكتاب القوميين . أيضا انضم تشن إلى المجموعات الشيوعية التي احترفت العمل السري للحزب في تيانجين .منذ عام 1937 حاضر في مدرسة الحزب المركزية في يانان . وسرعان ما أصبح مساعداْ و سكرتيراً ل ماو تسي تونغ . كان تشن صاحب مقولة أن المادية الجدلية أعظم إنجاز الثقافي في التاريخ البشري ، و . نشر تشن أول مجموعة من كتابات الرئيس الصيني ماو في عام 1937 ، و كتاب سمي التاريخ الرسمي للحزب الشيوعي الصيني في عام 1945 .

## دوره في الحكومة الصينية بعد عام 1949
في عام 1951 ، كتب مقالات نظرية مثل التي كتبها الرئيس ماو تسي تونج أوضح أن الثورة الصينية هي مزيج من الماركسية اللينينية مع الثورة الصينية ، وكتاب بعنوان ماو تسي تونغ في الثورة الصينية . هذه الأعمال جعلت منه واحدا من المترجمين الفوريين للأفكار الماركسية اللينينية التي أسسها ماو تسي تونج ، و في 1950 أصبح سكرتيرا شخصيا للرئيس ماو و المقربين منه ، ساهم في كتابة عدة وثائق سياسية .
في عام 1958 ، أصبح رئيس تحرير الحزب مجلة هونغتشى ( العلم الأحمر) .

## مابعد الثورة الثقافية
كان بودا من أهم القادة والمنظرين للثورة الثقافية الصينية التي قادها ماو تسي تونغ والعديد من الشيوعيين اليساريين في الحزب الشيوعي الصيني وقيادة الدولة وكان مقرباً من المجموعة الماوية الثورية التي عرفت باسم عصابة الأربع ، اعتقلته الحكومة الإصلاحية الصينية بتهمة التعامل مع عصابة الأربعة. وقد حكم عليه بالسجن لثمانية عشر عاما في السجن، ولكن أطلق سراحه بعد ذلك بوقت قصير نظرا لسوء حالته الصحية. توفي في 20 سبتمبر 1989

## روابط خارجية
- تشن بودا على موقع الموسوعة البريطانية (الإنجليزية)
- تشن بودا على موقع مونزينجر (الألمانية)